# Žalm 138

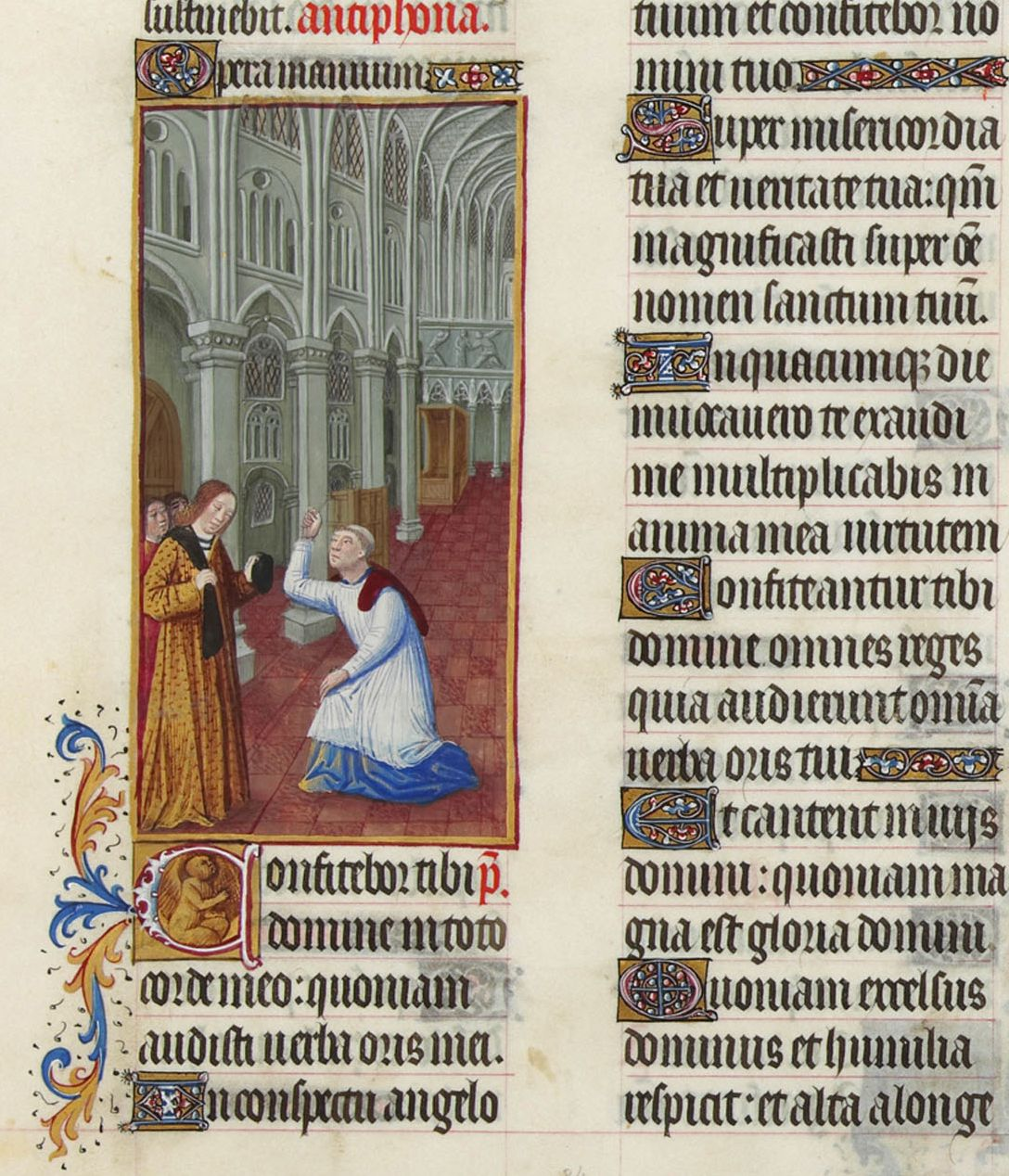
Žalm 138, Přebohaté hodinky vévody z Berry

Žalm 138 („Celým svým srdcem ti vzdávám chválu“) je biblický žalm. V překladech, které číslují podle Septuaginty, se jedná o 137. žalm. Žalm je nadepsán takto: „Davidův.“ Podle některých vykladačů toto nadepsání znamená, že žalm byl určen pro krále z Davidova rodu. Tradiční židovský výklad připisuje sepsání takto označených žalmů přímo králi Davidovi.